# Giardino Bazzega e Padovani
Il giardino Bazzega e Padovani, già giardino di Via Stendhal, è un'area verde di Milano, sita nella zona sud-occidentale della città.
Realizzata su un'ex area industriale occupata dagli stabilimenti Riva Calzoni, venne in seguito dedicata agli agenti di pubblica sicurezza Sergio Bazzega e Vittorio Padovani, vittime del terrorismo.